# Ginger Zee
Pour les articles homonymes, voir Zee.
Ginger Zee, de son vrai nom Ginger Renee Zuidgeest, née le 13 janvier 1981 à Orange en Californie aux États-Unis, est une personnalité de la télévision américaine. Actuellement elle présente la météo pour Good Morning America et ABC World News le soir sur ABC. Ginger Zee est la météorologue en chef pour toutes les plates-formes d'ABC News.

## Jeunesse et éducation
Ginger Zee (Ginger Renee Zuidgeest) est née le 13 janvier 1981 à Orange, Californie. Sa mère est Dawn E. Zuidgeest-Craft (née Hemleb) et son père Robert O. "Bob" Zuidgeest. Son père néerlandais créditait l'émission télé l'Île aux naufragés de l'avoir aidé à apprendre l'anglais et a voulu que sa fille prenne le prénom « Ginger » d'un des personnages. Elle a un frère plus jeune nommé Sean Jeffrey Zuidgeest.
Dans sa famille élargie, Ginger a un beau-père du nom de Carl John Craft, et deux demi-sœurs, Adrianna et Elaina Craft. Ses grands-parents paternels sont Adriaan Cornelis "Adrian" ou "Arie" Zuidgeest et Hillegonda "Hilda" Zuidgeest (née VanderShoor), qui ont tous deux immigrés aux États-Unis. Son grand-père maternel est George Joseph Hemleb et sa grand-mère Paula Adeline Wesner.
En 1999, Ginger est diplômé de Rockford High School à Rockford, Michigan. Elle a poursuivi à la Valparaiso University, Illinois, où elle a obtenu un baccalauréat ès sciences en météorologie. Son objectif après l'obtention du diplôme était de devenir météorologue sur The Today Show à l'âge de 30 ans.

## Carrière
Après avoir terminé le collège, Ginger Zee a travaillé pour divers médias tels que WEYI-TV de Flint, Michigan, WYIN-TV de Merrillville. Tout en travaillant à WMAQ-TV sur la période 2006-2011, Ginger a demandé à être invitée comme météorologue sur l'édition du week-end de The Today Show, et cela a réalisé son objectif d'études secondaires. En outre, Zee est une météorologue de présentation certifiée par l’American Meteorological Society.
Ginger a atteint une notoriété nationale quand elle a rejoint Good Morning America, le week-end du 12 novembre 2011. Ginger apparaît occasionnellement sur d'autres programmes tels que ABC Nightline et ABC World News.
Le 2 décembre 2013, ABC World News a annoncé que Ginger deviendrait chef météorologiste de l'émission Good Morning America et éditeur de temps pour ABC News, succédant à Sam Champion (en), qui a pris un emploi sur la chaîne The Weather Channel.
Le 4 mars 2016, elle est devenue candidate à la saison 22 de Dancing with the Stars. Du 21 mars au 24 mai 2016, elle a comme partenaire professionnel Valentin Chmerkovskiy (en) et elle finit 3e de la compétition derrière Paige VanZant et Nyle DiMarco.

## Vie privée
En août 2013, Ginger Zee se fiance avec Benjamin Aaron Colonomos, plus connu sous le nom de Ben Aaron. Le 29 juin 2015, elle a annoncé sur les ondes de Good Morning America qu'ils attendaient leur premier enfant. Celui-ci est née le 19 décembre et a été nommé Adrian Benjamin. Ginger Zee est diagnostiquée, narcoleptique.